# BioRuby
BioRuby é um pacote de código aberto feito na linguagem Ruby, com classes para análise de seqüências de ADN e proteínas, alinhamento, análise sintática de bancos de dados, e outras ferramentas da Bioinformática. Recentemente, ferramentas para a biologia estrutural foram adicionadas.
É um projeto de software ativo de código aberto apoiado pela Open Bioinformatics Foundation.